# Poeta laureado

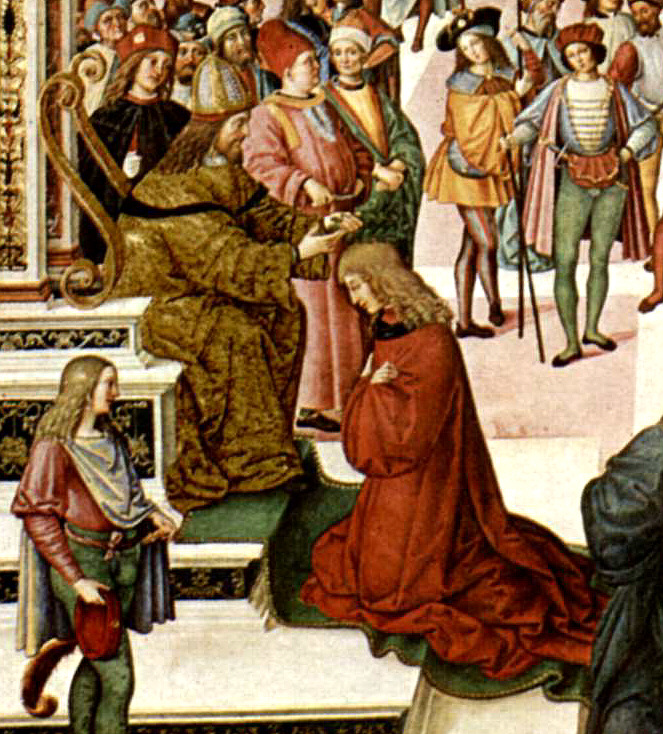
Afresco mostrando a coroação ("laureação") como poeta laureado por Frederico III. Afresco de Pinturicchio, 1502-1507, na biblioteca da catedral de Siena.

Um poeta laureado é um poeta apontado oficialmente por um governo e se espera frequentemente do poeta a composição de poemas para eventos do Estado, além de outros eventos governamentais. A origem do termo vem da Grécia Antiga. O loureiro, na Grécia Antiga, estava destinado a Apolo, e para isso, se destinava a fazer uma coroa para honrar poetas e heróis. Já que as pessoas que recebiam a coroa de louros eram importantes, o termo laureado  se generalizou para todas as pessoas distintas ou que alcançavam a glória. O prêmio de uma coroa de louros nasceu de um costume da Grécia e na Roma Antigas de coroar o vencedor num concurso poético ou distingui-lo de uma maneira oficial. Desta maneira, o poeta teria fama infinita. Exemplos de poetas laureados na Roma Antiga foram Lucano e Estácio.
A tradição foi recuperada na Baixa Idade Média, na Itália, tendo um grande desenvolvimento no Sacro Império Romano Germânico nos séculos XVII e XVIII. Em 30 de Março de 1778, os espectadores entusiasmados do sexto ato da tragédia de Voltaire Irène na Comédie-Française coroaram o poeta. A partir de então, vários países europeus mantiveram esta tradição.